# دول كلان (مقاطعة تشرداول)
دول كلان (بالفارسية: دول کلان) هي قرية تقع في قسم بيجنوند الريفي (مقاطعة تشرداول) في إيران. يقدر عدد سكانها بـ 48 نسمة بحسب إحصاء 2016.